# Erick Rowan
Joseph Rudd (Minneapolis, Minnesota, 28 noiembrie din 1981) este un wrestler profesionist american, cunoscut sub numele de ring Erick Rowan. În prezent activează în WWE, unde aparține brandului SmackDown și este membru al grupului The Wyatt Sicks.

## În Wrestling
- Manevre de final
  - Dublu choke slam - 2014-prezent, împreună cu Luke Harper; adaptat de Brothers of Destruction.
  - Greetings From the North (choke slam) – 2011-2012
  - Rularea splash – 2012-2013; folosit ca o mișcare de semnătură din 2014–prezent
  - Torture Rack - 2014-prezent
  - Full Nelson Slam - 2014-prezent
  - Waist-lift stiout side slam – 2014–prezent

## Campionate și Realizări
- Pro Wrestling Illustrated
  - PWI clasat pe locul #145 ca PWI 500 în 2013

- Wrestling Observer Newsletter
  - Best Gimmick (2013) Familia Wyatt

- WWE NXT
  - NXT Tag Team Championship (1 data) – cu Luke Harper